# Thawville
Thawville és una població dels Estats Units a l'estat d'Illinois. Segons el cens del 2000 tenia 258 habitants.

## Demografia
Segons el cens del 2000, Thawville tenia 258 habitants, 102 habitatges, i 74 famílies. La densitat de població era de 311,3 habitants/km².
Dels 102 habitatges en un 33,3% hi vivien nens de menys de 18 anys, en un 61,8% hi vivien parelles casades, en un 6,9% dones solteres, i en un 26,5% no eren unitats familiars. En el 24,5% dels habitatges hi vivien persones soles el 14,7% de les quals corresponia a persones de 65 anys o més que vivien soles. El nombre mitjà de persones vivint en cada habitatge era de 2,53 i el nombre mitjà de persones que vivien en cada família era de 2,96.
Per edats la població es repartia de la següent manera: un 26% tenia menys de 18 anys, un 5,4% entre 18 i 24, un 26,7% entre 25 i 44, un 22,5% de 45 a 60 i un 19,4% 65 anys o més.
L'edat mediana era de 41 anys. Per cada 100 dones de 18 o més anys hi havia 89,1 homes.
La renda mediana per habitatge era de 39.659 $ i la renda mediana per família de 43.906 $. Els homes tenien una renda mediana de 26.667 $ mentre que les dones 17.222 $. La renda per capita de la població era de 18.149 $. Aproximadament el 4,2% de les famílies i el 2,6% de la població estaven per davall del llindar de pobresa.

## Poblacions més properes
El següent diagrama mostra les poblacions més properes.